# Vetigel
Veti-gel Es un gel veterinario derivado de una planta que detiene rápidamente las hemorragias traumáticas, en heridas externas e internas.  Utiliza un polímero hemofílico derivado de una planta compuesto de polisacáridos que forman una malla que sella las heridas Este producto es fabricado por Suneris Inc, una compañía de biotecnología estadounidense, la cual también investiga sobre productos similares para los seres humanos.
Suneris, inc. es una empresa establecida en Brooklyn, Nueva York, Estados Unidos. La compañía fue fundada en 2010 por Joe Landolina e Isaac Miller, entonces estudiantes en NYU Poly.
Suneris se centra en productos para el tratamiento de heridas, específicamente en el campo de la hemostasis.

## Videos
- http://www.medicaldaily.com/college-student-joe-landolina-creates-healing-gel-how-does-veti-gel-work-video-244683 (enlace roto disponible en Internet Archive; véase el [//web.archive.org/web/*/http://www.medicaldaily.com/college-student-joe-landolina-creates-healing-gel-how-does-veti-gel-work-video-244683[http://www.medicaldaily.com/college-student-joe-landolina-creates-healing-gel-how-does-veti-gel-work-video-244683 historial, la [http://www.medicaldaily.com/college-student-joe-landolina-creates-healing-gel-how-does-veti-gel-work-video-244683 primera versión y la [http://www.medicaldaily.com/college-student-joe-landolina-creates-healing-gel-how-does-veti-gel-work-video-244683 última).]

- Datos: Q18712542